# Krull
Krull (em inglês:  Krull)  é um filme britano-estadunidense, lançado em 29 de julho 1983 com temática de ficção cientifica, além de ação e aventura. Foi dirigido por  Peter Yates, com roteiro de Stanford Sherman. 
O Filme retrata a jornada do jovem Colwyn (Ken Marshall) para salvar a rainha Lyssa (Lysette Anthony) após a mesma ser sequestrada pela Besta.
Foi gravado majoritariamente em Lanzarote, no arquipélago de Canárias localizado na  Espanha, além de outros locais na Europa, principalmente no Reino Unido. 
Foi distribuído pelas companhias Columbia Pictures (estadunidense) e Barclays Mercantile Industrial Finance (britânica). O orçamento estimado foi de 47 milhões de dólares, o que a tornou uma das produções mais caras de seu época. A bilheteira mundial arrecadou cerca de 16 milhões de dólares. Foi premiado como o pior filme do ano pela industria audiovisual, no Stinkers Bad Movie Awards de 1983.

## Sinopse
A história ocorre no planeta Krull onde dois reis decidem unir os seus filhos em casamento, Colwyn e Lyssa, com o intuito de estreitar os laços das duas nações e assim combater a invasão dos Assassinos.
A cerimônia de matrimônio é invadida pelos Assassinos, criaturas servas da Besta, que sequestram a princesa Lyssa e a levam para seu mestre, que pretende desposá-la, deixando Colwyn para a morte. 
Colwyn recebe a ajuda de Ynyr (Freddie Jones), um velho sábio que o guiará até a Fortaleza Negra, sendo este o covil da Besta. No entanto, a Fortaleza Negra é teletransportada todas as manhã para uma nova localização, forçando o personagem a segui-la. Durante o percurso, o herói encontra diversos personagens como: Rell (Bernard Bresslaw), o ciclope; Ergo (David Battley), o mago; e um grupo de mercenários fugitivos liderados por Torquil (Alun Armstrong).

## Elenco
| Ator              | Personagem            |
| Ken Marshall      | Colwyn (Protagonista) |
| Lysette Anthony   | Lyssa                 |
| Freddie Jones     | Ynyr                  |
| Francesca Annis   | Widow of the Web      |
| Alun Armstrong    | Torquil               |
| David Battley     | Ergo                  |
| Bernard Bresslaw  | Rell (Ciclope)        |
| Liam Neeson       | Kegan                 |
| John Welsh        | Seer                  |
| Graham McGrath    | Titch                 |
| Tony Church       | Turold                |
| Bernard Archard   | Eirig                 |
| Belinda Mayne     | Vella                 |
| Dicken Ashworth   | Bardolph              |
| Todd Carty        | Oswyn                 |
| Robbie Coltrane   | Rhun                  |
| Clare McIntyre    | Merith                |
| Bronco McLoughlin | Nennog                |
| Andy Bradford     | Darro                 |
| Gerard Naprous    | Quain                 |
| Bill Weston       | Menno                 |

## Prêmios e indicações

### Indicações
| Premiação                                | Ano  | Categoria                | Resultado |
| ---------------------------------------- | ---- | ------------------------ | --------- |
| Saturn Awards                            | 1984 | Melhor filme de fantasia | Indicado  |
| Saturn Awards                            | 1984 | Melhor Música            | Indicado  |
| Saturn Awards                            | 1984 | Melhor figurino          | Indicado  |
| Festival de Cinema Fantástico de Avoriaz | 1984 | Melhor filme             | Indicado  |
| The Stinkers Bad Movies Awards           | 1983 | Pior Filme               | Venceu    |

## Produções relacionadas
Há um documentário promocional sobre o making-of do filme, intitulado "Jornada para Krull" lançado em 1983. 
Também foram lançados jogos com a temática do filme, todos com o mesmo nome, incluindo um jogo de tabuleiro  e um jogo de cartas, sendo ambos lançados em 1983, mesmo ano de lançamento do filme. Também foi lançado um jogo para Atari.